# Ajabshir (shahrestan)
Shahrestan-e Ajabshir (persiska: شهرستان عجب‌شیر) är en delprovins (shahrestan) i Iran. Den ligger i provinsen Östazarbaijan, i den nordvästra delen av landet, 500 km väster om huvudstaden Teheran. Shahrestan-e Ajabshir ligger vid sjön Urmia.
Delprovinsen hade 70 852 invånare 2016.